# Jamaica Women's League
Jamaica Women's League (JWL), var en kvinnoorganisation på Jamaica, grundad 1936. 
En mycket begränsad rösträtt (i likhet med den dåvarande manliga rösträtten) hade införts på Jamaica efter en kampanj ledd av Women's Social Service Club 1919. Under 1930-talet uppkom en massrörelse för arbetares rättigheter och självständighet på Jamaica. Oroligheterna aktiverade även kvinnorörelsen och breddade den till en massrörelse: svarta arbetarkvinnor engagerade sig nu genom Universal Negro Improvement Association (UNIA), vita kvinnor genom Jamaica Women's League och intellektuella utbildade kvinnor genom Women's Liberal Club (1936), som höll två nationella kvinnokongresser (1939 och 1941).
JWL bildades under ledarskap av Judith DeCordova, som också hade varit ordförande för föregångaren Women's Social Service Association (WSSA). JWL var på många sätt en filantropisk förening som riktade in sig på att hjälpa kvinnor och barn i nöd, men den stödde i samband med detta också kvinnors utbildning och yrkesverksamhet och rättigheter. Föreningen tillhörde dem som förespråkade allmän rösträtt för kvinnor. 
Oroligheterna på Jamaica mynnade ut i 1938 Labour Rebellion, vilket gjorde att Moyne Commission tillsattes, som slutligen lade fram ett reformpaket 1944. 
I november 1944 infördes villkorlig manlig rösträtt grundad på egendom av britterna genom den reformerade konstitutionen, men i december samma år infördes allmän rösträtt och valbarhet för alla vuxna personer, vilket också innefattade kvinnor.